# Dongle (China)
Dongle (spreek uit als [Dong Luh]) is een van de zeven gemeentes van het arrondissement Shandan, in de provincie Gansu en heeft ongeveer 14.000 mensen. Een groot deel van de bevolking leeft van de landbouw.

## Geografie
Ten noorden van Dongle ligt de grote gemeente Qingquan (清泉镇), het westen van Dongle grenst aan de grote gemeente Jiantan (碱滩镇), in het district Ganzhou (甘州区, Gānzhōuqū). Het zuiden grenst aan de gemeente Beitan (北滩乡) van het arrondissement Minle (民乐县). Het noorden van Dongle grenst aan de vendel Alashanyou (阿拉善右旗), in de autonome regio Binnen-Mongolië.
De totale oppervlakte van Dongle is 633 km². In het gebied zijn tien dorpen te vinden met in totaal 3429 huishoudens. Er zijn verder nog 76 gehuchten in Dongle.
Dongle is rijk aan steenkool, silicium, graniet en andere delfstoffen. De gemeente heeft ook zeer vruchtbare akkers en een goed klimaat om landbouw te bedrijven. Wel kampt het gebied de laatste jaren met grote droogte.
Dongle ligt aan autoweg G-312, de weg die dwars door Gansu loopt en Xinjiang verbindt met Shaanxi. Er zijn ongeveer 2000 auto's en andere motorvoertuigen geregistreerd.
De gemeente Dongle heeft negen scholen (basis- en middelbare scholen), die in totaal 1300 leerlingen hebben.
92% van de Donglenezen had zich in 2006 aangemeld voor de medische check van de Medische Dienst Voor Boerendorpen (农村新型合作医疗的参保).

## Economie
In 2006 had de gehele gemeente Dongle een bruto regionaal product van 413 miljoen renminbi.

## Enkele dorpen
- Chengxicun 城西村[1]